# 上山広信
上山 広信（ うやま ひろのぶ）は、戦国時代の武将。毛利氏と同族の長井氏の庶流であり、備後国世羅郡上山郷を本拠とした国人・上山氏の当主。初め山名氏、後に大内氏に属する。

## 生涯
永正5年（1508年）、備後国世羅郡上山郷を本拠とした国人・上山実広の子として生まれる。
毛利元就と親しかったようで、年不詳ではあるが元就は広信に対し、もしもの時に毛利領にお出でになれば広信の御宿を堅固に申し付けるとの書状を広信に送っている。
享禄元年（1528年）、尼子経久が備後国へ侵攻し多賀山通続を攻撃した際、山内直通と共に多賀山通続を助け、尼子軍を撃退した。
天文13年（1544年）7月、尼子晴久は尼子国久とその子である誠久、敬久を総大将として備後国に侵攻し三吉広高を攻めた。元就は福原貞俊と児玉就忠を大将とし、粟屋元堅、粟屋元良、井上光利、福原元勝、長屋吉親ら1000余を援軍として派遣。広信もこれに加わった。
しかし、同年7月28日、備後国双三郡布野において牛尾幸清や平野又右衛門らが率いる尼子軍と合戦するも大敗を喫する（布野崩れ）。この敗戦で福原貞俊と児玉就忠は重傷を負い、粟屋元堅、粟屋元良、井上光利、福原元勝、長屋吉親、荘俊正らは戦死。そして広信も壮烈な戦死を遂げ、上山氏家臣である三浦長門守、中野左京亮、野上五郎四郎ら26人も広信と共に戦死した。享年37。
嫡男の重広が後を継ぎ、同年8月12日、元就と隆元は重広に対して国司元相を使者として送り、広信の毛利氏への扶助と恩は末代まで忘れない、また広信の大内氏への忠節も追って注進するので、後に大内義隆から褒美が与えられるだろうという旨の連署状を送っている。